# Chaeturichthys stigmatias
Chaeturichthys stigmatias är en fiskart som beskrevs av Richardson, 1844. Chaeturichthys stigmatias ingår i släktet Chaeturichthys och familjen smörbultsfiskar. Inga underarter finns listade i Catalogue of Life.